# Gare d'Amiens
Pour les articles homonymes, voir Gare du Nord.
La gare d'Amiens (dite localement « gare du Nord », notamment dans les transports en commun urbains) est une gare ferroviaire française située à proximité immédiate du centre-ville de la commune d'Amiens, préfecture du département de la Somme, en région Hauts-de-France.
Elle est mise en service par la Compagnie des chemins de fer du Nord, en 1846. Avec les gares voisines, elle est le centre d'une importante « étoile ferroviaire » à huit branches, dont six restent exploitées en trafic voyageurs dans les années 2020.
C'est une gare de la Société nationale des chemins de fer français (SNCF), desservie par des trains express régionaux (réseau TER Hauts-de-France) dont le TERGV.

## Situation ferroviaire
Établie à 29 mètres d'altitude (niveau des rails), la gare d'Amiens est située au point kilométrique (PK) 130,563 de la ligne de Longueau à Boulogne-Ville, entre les gares de Longueau et de Saint-Roch (Somme). Gare de bifurcation, elle est l'origine (au PK 0,000) de la ligne d'Amiens à Laon. La première gare ouverte dans cette direction est celle de Villers-Bretonneux, précédée par celle fermée de Blangy - Glisy.
Elle constitue, avec le site de Longueau et les gares de Saint-Roch (Somme), Boves et Vers (fermée), le cœur de l'« étoile ferroviaire » amiénoise, qui est composée de huit branches permettant d'atteindre Paris-Nord (via Creil), Compiègne (via Montdidier), Lille-Flandres (via Arras et Douai), Calais-Ville (via Abbeville et Boulogne-Ville), Rouen-Rive-Droite (via Abancourt et Serqueux), Laon (via Tergnier), et autrefois Frévent (via Doullens) et Beauvais (via Crèvecœur-le-Grand).
La gare possède six quais, desservant douze voies. Celles-ci sont ainsi réparties : au nord, cinq voies en impasse (8, 9, 10, 11 et 12) pour la ligne d'Amiens à Laon, et, au sud, sept voies de passage (1, 2, 3, 4, 5, 6 et 7) pour la ligne de Longueau à Boulogne-Ville. Néanmoins, des jonctions installées à l'est de la gare permettent aux trains d'accéder aux deux types de voies, quelle que soit la ligne empruntée (à l'exception des circulations en provenance ou à destination de l'ouest, qui sont obligées d'arriver ou de partir de la gare par les voies de passage). Par ailleurs, elle dispose de voies de service pour le service infrastructure de la SNCF.

## Histoire

### Première et deuxième gares
La création de la Compagnie des chemins de fer du Nord par le banquier James de Rothschild a lieu le 20 septembre 1845. Le réseau va vite être étendu vers Valenciennes, Gand, Amiens et Boulogne, par absorption des autres compagnies présentes dans la région (Picardie et Flandres, Nord-Est, Lille à Béthune, Lille à Valenciennes, etc.).

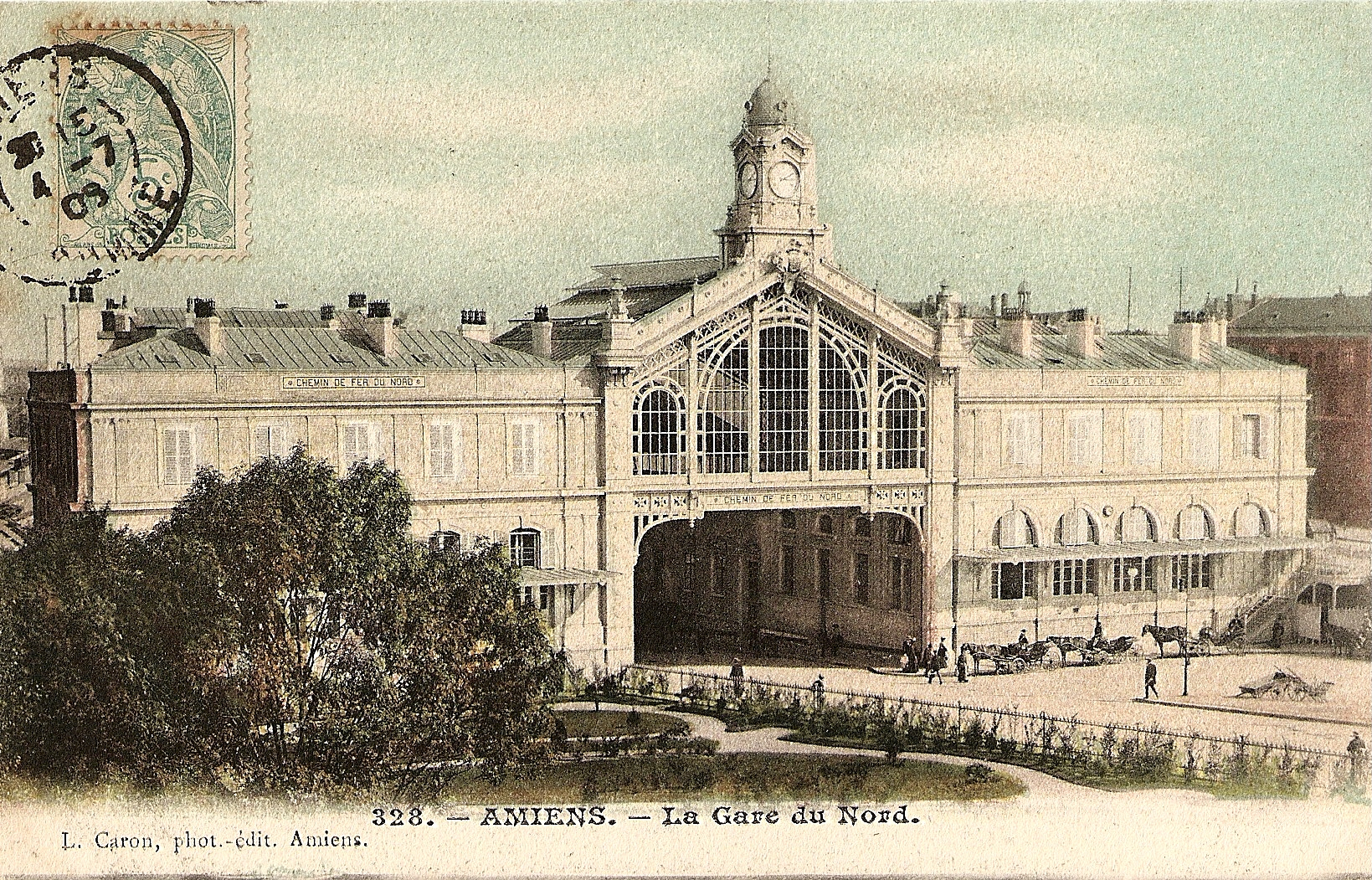
L'ancien bâtiment voyageurs, vu vers 1909.

Le 20 juin 1846 a lieu la mise en service de l'embarcadère d'Amiens, dessiné par l'architecte Alfred Armand ; l'année suivante, il devient une gare (appelée « gare du Nord »), cette dernière étant agrandie de locaux supplémentaires en 1903. En 1848, la gare prend de l'importance avec l'inauguration de la ligne Amiens – Abbeville – Boulogne. Le 15 octobre 1877, est ouverte la ligne de 24 kilomètres entre Amiens et Canaples par la Compagnie du Nord. Puis, la gare est desservie par le tramway d'Amiens à partir de 1891. La Première Guerre mondiale est fatale pour la gare, puisqu'elle est détruite par une vague de bombardements intenses (durant l'opération Michael, en mars 1918). Elle est reconstruite à l'identique après le conflit.
En 1938, Amiens devient une gare de la SNCF. Au début de la Seconde Guerre mondiale, un nouveau bombardement intense sur Amiens démolit la seconde gare pendant la bataille de France (mai – juin 1940).

### Troisième gare

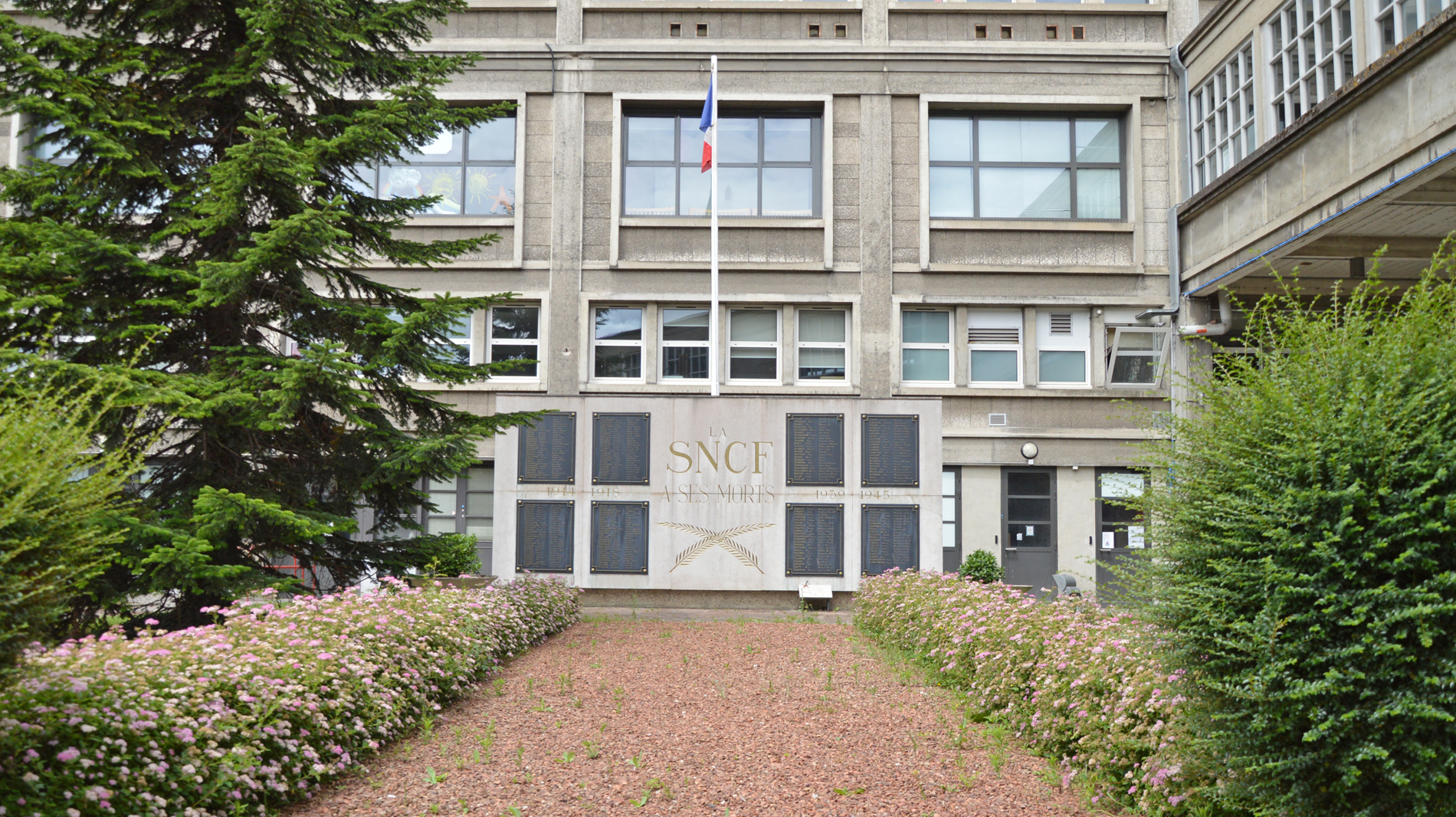
Plaques rendant hommage aux cheminots morts pendant les deux guerres mondiales.

En 1955 débute la construction de la troisième gare par l'architecte Auguste Perret, quinze ans après la destruction de la précédente et un an après la mort de cet architecte. Le nouvel édifice avait été conçu dès 1942, dans le cadre d'un projet architectural global du quartier de la gare, qui comprend également la tour Perret et la place de la gare (constituée comme un carrefour d'importantes artères sur lesquelles donnent des façades de la gare ferroviaire et la gare routière). Cette gare est mise en service en 1958.
Dans les années 1980, le conflit entre Amiens et Lille pour le tracé de la LGV Nord penche en faveur de la capitale du Nord-Pas-de-Calais, pour des raisons financières et politiques. L'agglomération amiénoise a ensuite perdu la desserte (via la gare de Longueau) des liaisons TGV entre le Nord et Lyon, qui existaient depuis 1984. Par la suite, le projet de construction de la « LGV Picardie » a été évoqué, mais comme il semble être abandonné, la gare TGV Haute-Picardie demeure le principal accès samarien à la grande vitesse, accès qui de surcroît n'est pas connecté au réseau classique (malgré la proximité de celui-ci). Toutefois, un aller-retour quotidien en TERGV (roulant à grande vitesse entre Arras et la métropole lilloise, puis continuant vers Dunkerque) est mis en place début 2020. En outre, fin 2026, la gare devrait accueillir des circulations régulières de TGV (en direction de Marseille et Strasbourg, via Creil), par l'intermédiaire du raccordement Roissy – Picardie ; cette nouvelle infrastructure a aussi pour objectif de créer un accès direct en TER à la gare de l'aéroport Charles-de-Gaulle 2 TGV (donc sans avoir à passer par Paris et le RER B).
L'ensemble architectural d'Auguste Perret, constitué par la tour Perret et la place Alphonse-Fiquet (gare et immeubles d'habitation), fait l'objet d'une inscription au titre des monuments historiques depuis le 4 mars 2003. En 2004, la tour Perret, la gare et lesdits immeubles entrent dans le label « Édifice labellisé XXe siècle ».

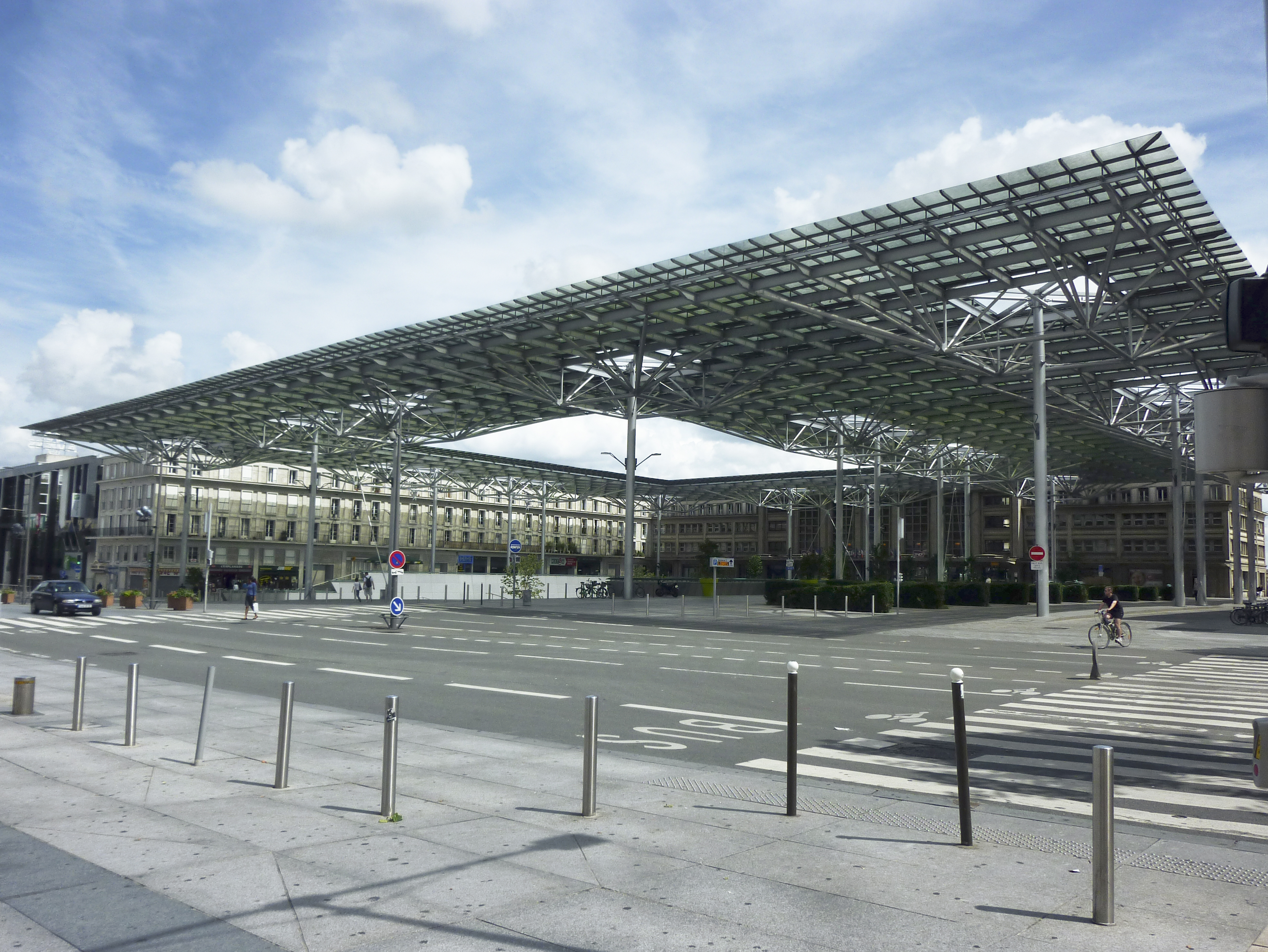
Les aménagements de Claude Vasconi, notamment la verrière surplombant la place Alphonse-Fiquet, vus en 2012. Le bâtiment voyageurs est au fond, à droite.

Voulu par Gilles de Robien et exécuté sur les plans de Claude Vasconi, un vaste plan de modernisation de la gare d'Auguste Perret débute en 2006. Jusqu'en 2008, l'ancien parking en plein air est démoli, et un accès en pente douce aux voies depuis l'extérieur, ainsi qu'une verrière (dite « canopée »), l'ont remplacé. La circulation des véhicules est depuis interdite sur la place, hormis celle des bus et taxis. Ces aménagements sont cependant controversés,. La verrière dispose d'un nouveau système d'éclairage depuis novembre 2015 (récompensé par le « trophée de l'éclairage innovant » à l'édition 2016 du concours Lumières), tandis que le parvis est doté d'une bambouseraie à partir de l'été 2020.
Par ailleurs, les quais sont également refaits et rehaussés entre novembre 2008 et février 2010 : c'est 2,5 km de marquises, datant des années 1950, qui sont totalement rénovées et remises aux normes. Depuis juillet 2009, l'accès aux voies 7, 8, 9, 10, 11 et 12 peut se faire depuis le hall principal au 1er niveau, par un escalier et des escalators (un montant et un descendant). Un ascenseur est mis à la disposition des personnes à mobilité réduite. Un escalator a été installé au niveau du quai des voies 7 et 8, pour les voyageurs arrivant à destination. Durant la phase de modernisation de l'espace de vente, les guichets ont été transférés dans des bungalows sur l'esplanade devant l'entrée principale ; ils ont retrouvé leur place dans le hall de la gare en août 2010.

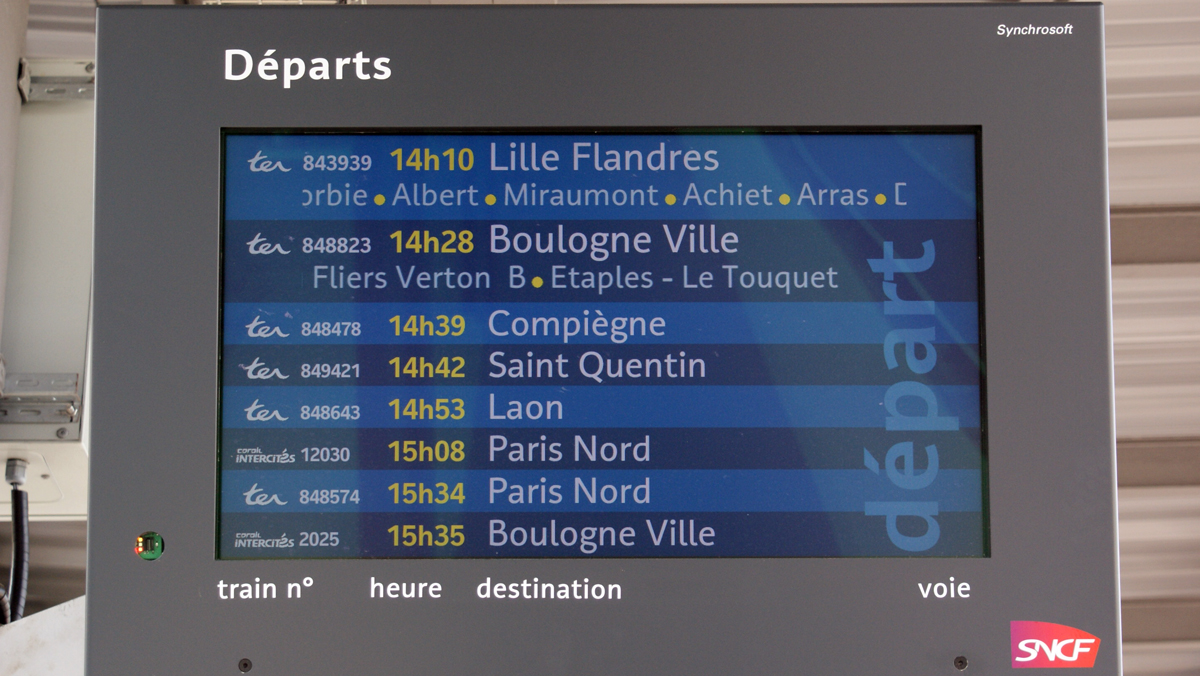
Écran du système CATI, affichant les départs.

La gare est dotée de nouveaux systèmes d'affichage pour les trains à l'arrivée et au départ, au niveau des quais, ainsi que dans le bâtiment voyageurs (halls supérieur et inférieur) et la passerelle couverte. Des bancs sont installés dans les mêmes espaces, pour le confort des passagers. L'inauguration de la fin du gros des travaux de rénovation de la gare s'est déroulée le 8 juin 2011, date de l'ouverture de l'espace inférieur au niveau des quais, accessible depuis la place Alphonse-Fiquet. Ces travaux se poursuivent avec l'installation d'un second ascenseur au niveau de la voie 1, mis en service le 24 novembre 2012, et la mise en place de la vidéosurveillance et de surfaces podotactiles (pour les personnes malvoyantes) sur l'ensemble de la gare. La communauté d'agglomération Amiens Métropole a voulu modifier les abords de la gare pour améliorer le confort et la sécurité de ses passagers ; de ce fait, l'arrêt des lignes de bus est déplacé ainsi que celui des taxis. Lesdits travaux ont coûté 28,2 millions d'euros, financés par l'État, la région Picardie, Amiens Métropole et la SNCF. Enfin, le sol de la passerelle et ses escaliers, ainsi que son éclairage, sont à leur tour rénovés à l'été 2017 ; concomitamment, de nouveaux espaces d'attente y sont créés, et le réseau Wi-Fi de la gare y est étendu.
La halle Sernam (ou halle Freyssinet) a été rachetée par Amiens Métropole, qui en est devenue propriétaire en juillet 2017 ; le montant de cet investissement s'élève 12 millions d'euros. Désaffecté au début des années 2000, ce bâtiment en béton précontraint, d'une longueur de 300 mètres et d'une surface de 8 000 m2, est destiné à recevoir le public grâce à sa réhabilitation en espaces culturels et commerces, dans le cadre du projet de réaménagement de 10 hectares du quartier La Vallée (terrain s'étendant jusqu'aux hortillonnages) ; le parvis du bâtiment accueillera de surcroît une sculpture en bronze représentant un poulpe (dite « Nauti-poulpe », réalisée par Pierre Matter en référence à l'imaginaire de Jules Verne). Les voies, situées sur la plate-forme jouxtant cette halle, ont été démontées en septembre 2017. En outre, l'ancienne piscine cheminote, ouverte en 1948 et fermée dans les années 1980, est la seule de la région à ne pas avoir été détruite. Prisé par les amateurs d'exploration urbaine, le site — à l'abandon depuis sa fermeture — fait l'objet de projets visant à le réhabiliter.
Par ailleurs, un chantier s'est déroulé sur la place de la gare à partir de juillet 2017, dans le cadre de la création d'un réseau de bus à haut niveau de service (BHNS). Les véhicules de ce réseau empruntent désormais très fréquemment le pont de la rue Jules-Barni, datant de la fin du XIXe siècle ; constitué d'une structure métallique recouverte de béton, il jouxte la gare et surplombe plusieurs voies ferrées. Après des décennies d'un entretien insuffisant néanmoins réalisé par la SNCF, ainsi qu'une dizaine d'années de désaccords entre SNCF Réseau (ex-RFF) et Amiens Métropole quant à la propriété de l'ouvrage, les frais de rénovation, dont le total sera supérieur à 10 millions d'euros, devraient être partagés entre ces deux intervenants ; les travaux sont à réaliser d'ici 2025 (ils commencent en janvier 2021).

#### Cas de la voie 6

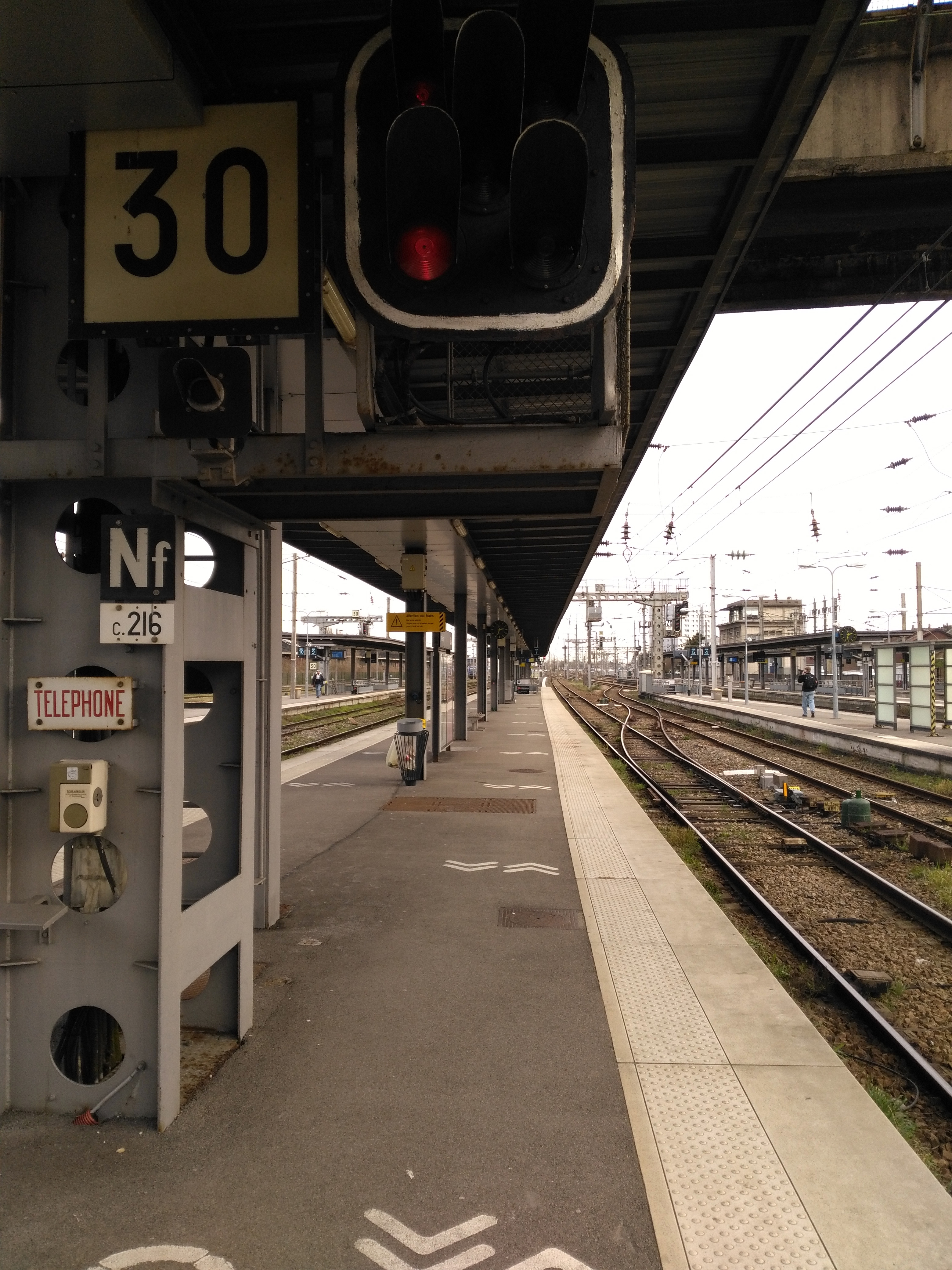
Séparation physique entre les voies 7 et 6. La partie du quai affectée à cette dernière est visible en arrière-plan.

Jusqu'en 2023, il n'y avait plus de voie 6 visible des voyageurs ; la voie 7 était contiguë à la voie 5. Cela s'explique par la modification des plans de reconstruction des années 1950, consécutifs à l'aménagement d'une nouvelle halle Sernam. Initialement, ils devaient respecter l'alignement des voies et quais de l'ancienne gare. La voie 5 depuis Paris se dédoublait alors et donnait naissance à la voie 7, alors hors quai, entre les voies 5 et 6. La voie 6 était ainsi en impasse depuis Paris et venait finir à quai le long de la voie 7, face à la voie 8, le quai les séparant étant très étroit. À la reconstruction, la voie 7 n'a pas bougé, mais un quai a été construit pour la desservir à la place de la voie 6. Le tronçon en gare de la voie 6 disparaît alors, et son numéro n'est plus visible des voyageurs, ces derniers passant directement de la voie 5 à la 7 (via la passerelle couverte). Ce qu'il reste de la voie 6 en avant-gare est alors branché à la voie 7, pour créer une voie directe depuis Paris vers Saint-Roch, parcourable dans les deux sens. Un signal de protection, situé avant la communication voie 5 – voie 7, permet de matérialiser la séparation entre les voies 6 et 7 (même si le quai conserve le même nom de voie, en l'occurrence le no 7).
Cette particularité est donc corrigée fin 2023, avec la scission de la voie 7 (à partir de l'aiguillage situé au niveau du milieu du quai) : la partie commençant à la passerelle reste la voie 7, tandis que la partie entre cet aiguillage et l'extrémité du quai (équipée à l'occasion d'une bande podotactile) devient officiellement la voie 6, qui est à nouveau visible des voyageurs.

## Fréquentation
De 2015 à 2023, selon les estimations de la SNCF, la fréquentation annuelle de la gare s'élève aux nombres indiqués dans le tableau ci-dessous.
| Année                      | 2015      | 2016      | 2017      | 2018      | 2019      | 2020      | 2021      | 2022      | 2023      |
| -------------------------- | --------- | --------- | --------- | --------- | --------- | --------- | --------- | --------- | --------- |
| Voyageurs                  | 5 324 980 | 5 229 456 | 5 447 333 | 5 244 716 | 5 360 735 | 3 694 011 | 4 729 432 | 6 004 673 | 6 675 550 |
| Voyageurs et non voyageurs | 7 195 919 | 7 066 833 | 7 361 261 | 7 087 454 | 7 244 237 | 4 991 907 | 6 391 124 | 8 114 424 | 9 021 014 |

## Service des voyageurs

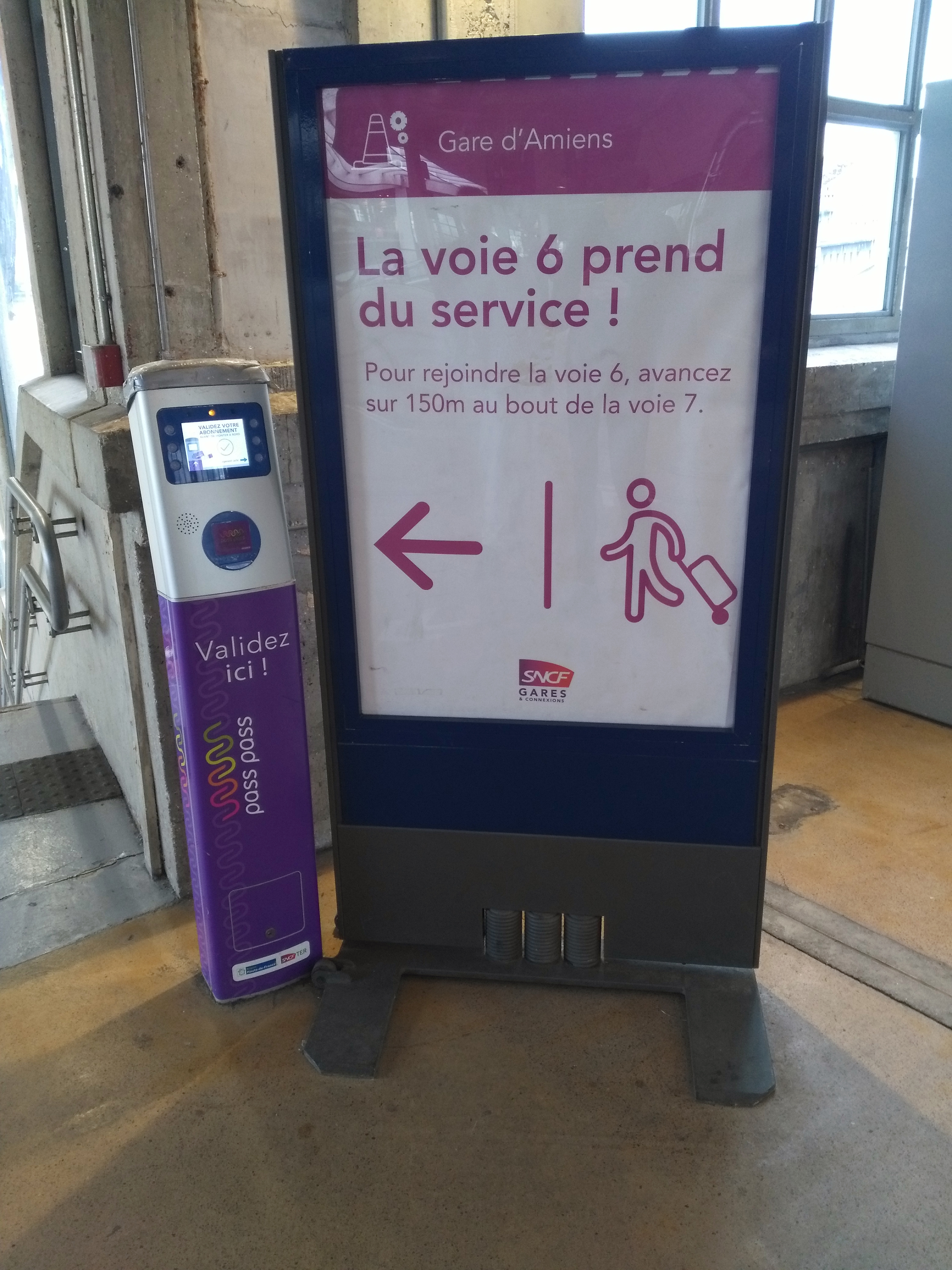
Valideur de carte Pass Pass ; signalétique spécifique à la « nouvelle » voie 6.

### Accueil
Gare de la SNCF, elle dispose d'un bâtiment voyageurs avec guichets (dont un spécifique Pass Pass), ouverts tous les jours. Elle est équipée d'automates pour l'achat de titres de transport et, par ailleurs, d'un défibrillateur. Cette gare propose en outre des aménagements, équipements et services pour les personnes à la mobilité réduite.
Le passage d'un quai à l'autre s'effectue par une passerelle couverte, équipée d'escaliers (fixes et mécaniques) et de deux ascenseurs ; elle permet d'atteindre l'ensemble des voies. Le hall inférieur donne uniquement accès aux voies 6 à 12. Il existe aussi un passage souterrain (reliant les quais des voies 1 à 10 entre eux).

### Desserte

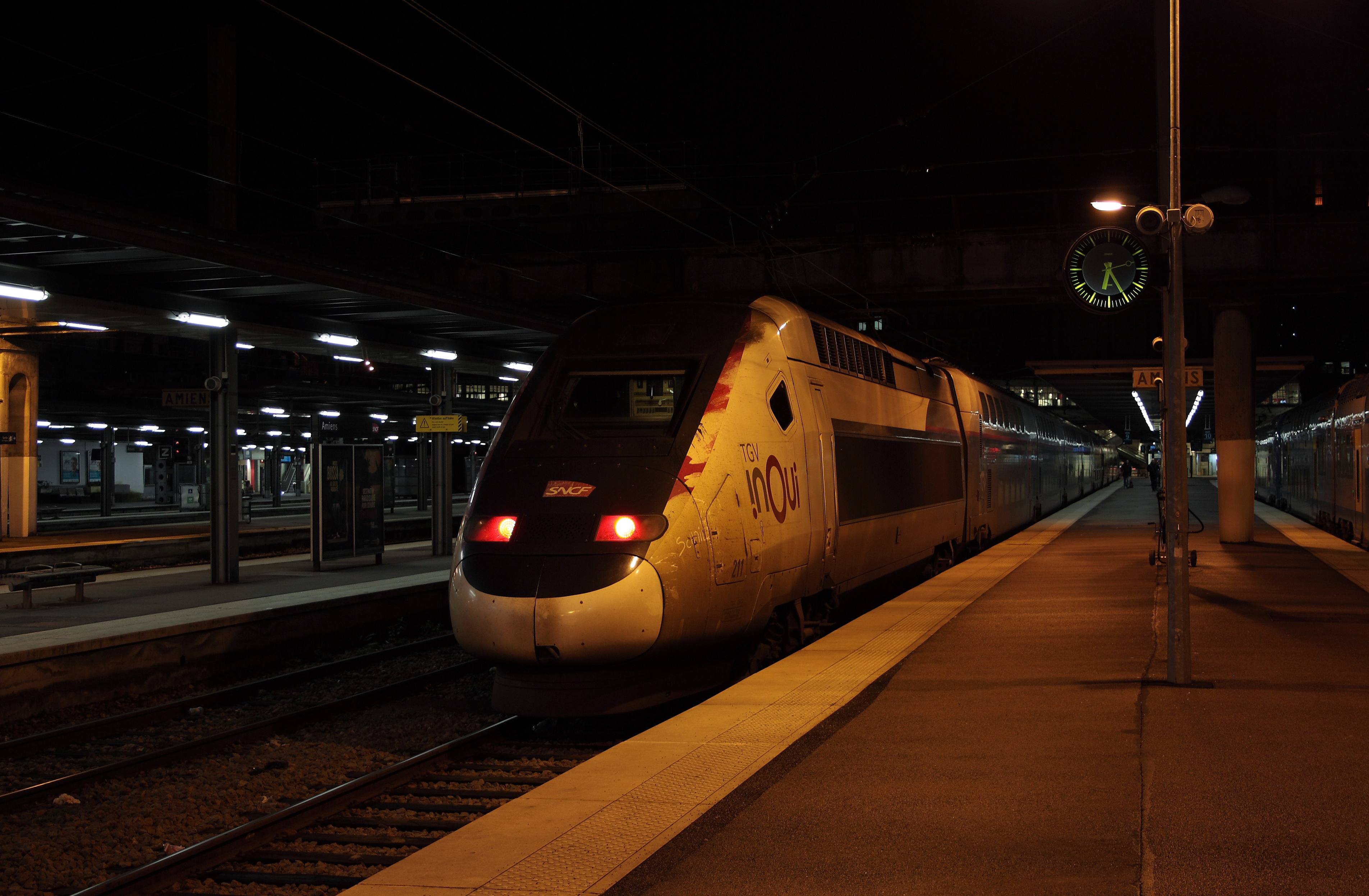
Une rame TGV Duplex, assurant le service TERGV.

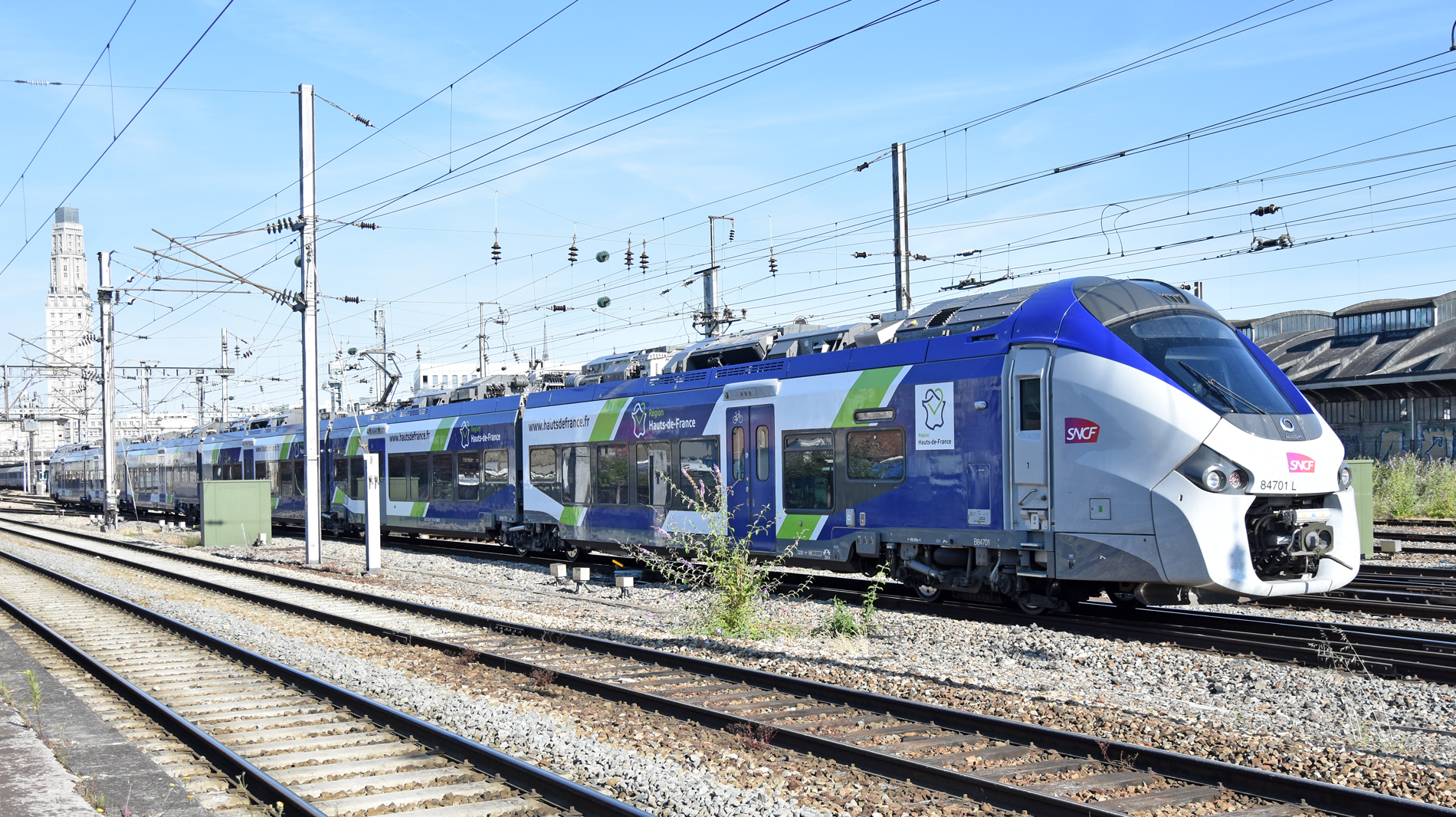
Une rame, assurant un TER.

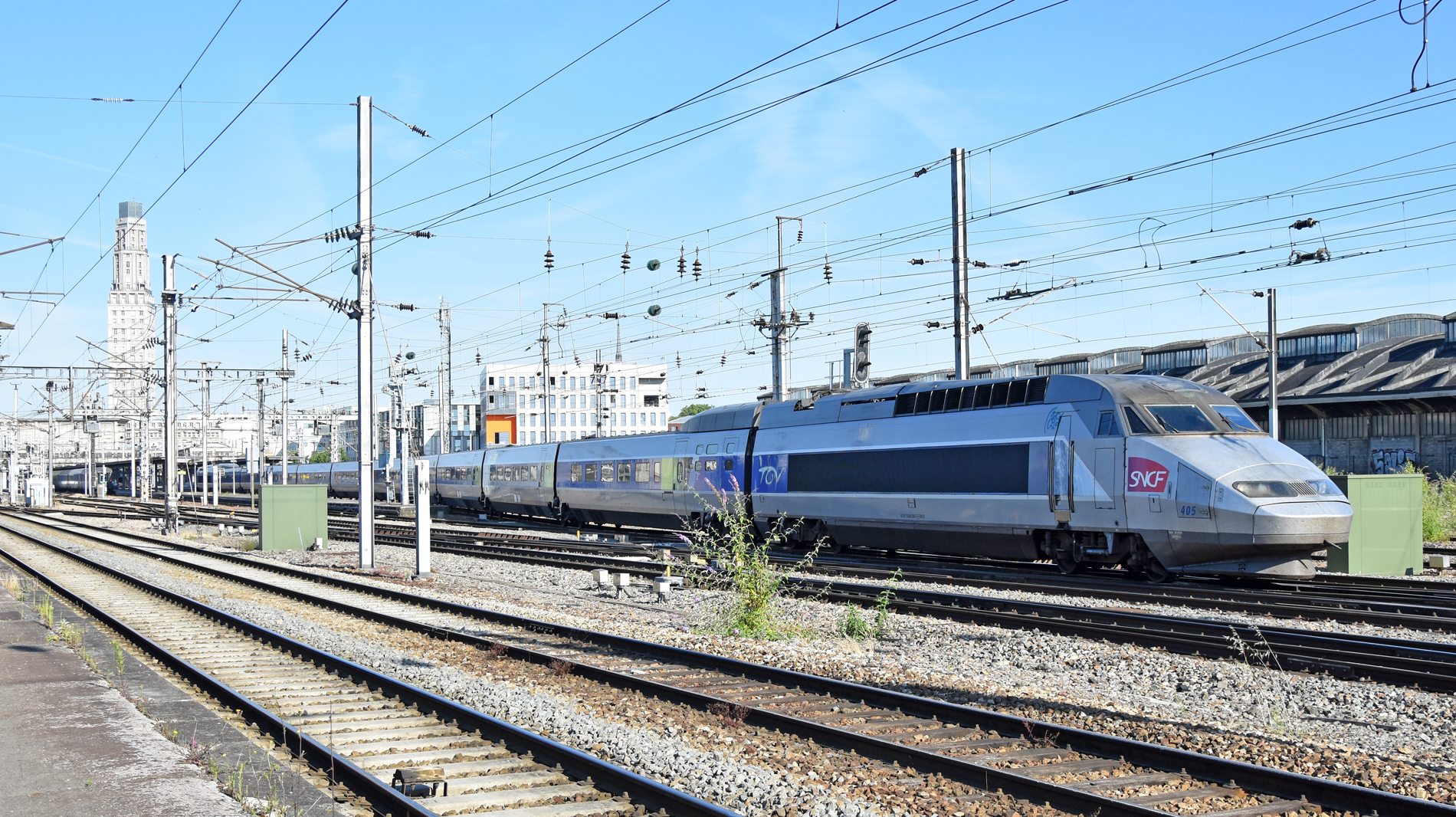
Une rame TGV Atlantique, assurant un train spécial pour des pèlerins.

La gare est desservie par des trains du réseau TER Hauts-de-France, qui effectuent les liaisons suivantes :
- « Krono+ GV » (TERGV) : Dunkerque – Lille-Europe – Arras – Amiens (K90+) ;

- « Krono » :
  - Paris – Creil – Clermont – Saint-Just-en-Chaussée – Longueau – Amiens (K10),
  - Paris – Longueau – Amiens (K11),
  - Paris – Longueau – Amiens – Abbeville – Noyelles-sur-Mer – Rue – Rang-du-Fliers – Étaples – Boulogne-sur-Mer – Calais (K16),
  - Amiens – Villers-Bretonneux – Ham – Saint-Quentin (K20),
  - Amiens – Abbeville – Noyelles-sur-Mer – Rue – Rang-du-Fliers – Étaples – Boulogne-sur-Mer – Calais (K21),
  - Lille-Flandres – Douai – Arras – Albert – Amiens (K44),
  - Lille-Flandres – Douai – Arras – Albert – Amiens – Abancourt – Serqueux – Rouen (K45) ;

- « Citi » : Paris – Creil – Clermont – Saint-Just-en-Chaussée – Longueau – Amiens (C10) ;

- « Proxi » :
  - Creil – Clermont – Saint-Just-en-Chaussée – Longueau – Amiens (P10),
  - Amiens – Villers-Bretonneux – Ham – Tergnier – Laon (P20),
  - Abbeville – Amiens – Albert (P21),
  - Amiens – Albert – Arras (P22),
  - Amiens – Longueau – Montdidier – Compiègne (P23),
  - Amiens – Abancourt (P24),
  - Amiens – Abancourt – Serqueux – Rouen (P45) ;

- saisonnière (en été) : Laon – Tergnier – Ham – Amiens – Abbeville – Noyelles-sur-Mer – Rue – Rang-du-Fliers – Étaples – Boulogne-sur-Mer – Calais (S05).

Par ailleurs, le diocèse affrète des rames TGV à l'occasion du pèlerinage à Lourdes,.

### Intermodalité

#### Réseaux urbains
La gare est desservie par les lignes régulières suivantes du réseau de transports en commun (par autobus, dont quatre lignes de BHNS) d'Amiens Métropole, « Ametis » : n1, n2, n3, n4, L, 5 (A et B), 7, 8, 9, 11, 12, 13, 14, 15, 16 et C♡ ; à cela s'ajoutent des lignes scolaires assurées en autocar (T39 et T49), des lignes de transport à la demande (R61, R62, R63, R65, R66 et R68), ainsi que des navettes (NAV M1, NAV M2 et NAV T). Les arrêts, appelés Gare du Nord Quai [lettre], sont situés soit sur le parvis, soit dans les rues adjacentes à ce dernier ; avec la gare, ils constituent un pôle d'échanges. En 2015, les bus Ametis desservaient cette gare 1 072 fois par jour. Paradoxalement, d'après une enquête réalisée par la SNCF auprès des clients de la gare la même année, 56 % d'entre eux s'y sont rendus ou l'ont quitté à pied, tandis que 30 % ont utilisé les bus.
La station des taxis est située sur le parvis de la gare. Par ailleurs, sont aussi disponibles : des parcs (et des consignes) à vélos, deux stations « Vélam » et l'agence « Buscyclette » (installée dans le hall inférieur du bâtiment voyageurs), ainsi que trois parkings (souterrains et payants).

#### Réseaux interurbains
Toutes les liaisons décrites ci-dessous sont effectuées à partir de la gare routière, accessible (hors dimanches et jours fériés) depuis la sortie Rue Paul Tellier, qui est située dans le hall inférieur du bâtiment voyageurs. Cette gare routière comporte 13 quais.
La ligne 601 du réseau interurbain de l'Oise, mise en place par la région Hauts-de-France, relie Amiens à Beauvais (où elle dessert notamment l'aéroport de Tillé et la gare ferroviaire). De plus, un service de navettes de la SNCF permet de se rendre à la gare TGV Haute-Picardie.
Par ailleurs, Amiens est le terminus de nombreuses lignes du réseau départemental d'autocars « Trans'80 » (également organisé par la région) : 701, 704, 717, 722, 723, 727, 728, 729, 730, 731, 733, 734, 736, 737, 740, 741, 747, 755, 756, 757 et 760.
Enfin, cette gare routière est desservie par plusieurs lignes régulières d'autocars, opérées par la société FlixBus.

## Atelier de maintenance
Afin d'améliorer la maintenance et donc la disponibilité des matériels roulants TER — notamment les nouvelles rames Régiolis et Regio 2N — desservant la gare, un atelier, disposant d'équipements modernes comme ceux du Technicentre du Landy (dont il est nécessaire de pallier la saturation, et qui assure jusqu'à la mise en service du nouvel équipement l'entretien desdits matériels), a été construit dans le faisceau de voies de l'avant-gare (à proximité du dépôt).
Ce bâtiment de 165 mètres de long, pour 23,5 m de large et 13 de haut, d'un coût de 23 millions d'euros (dont 18 pris en charge par la région), est mis en service en juin 2019. Il fonctionne en continu, en employant une quarantaine de cheminots.

## Galerie de photographies

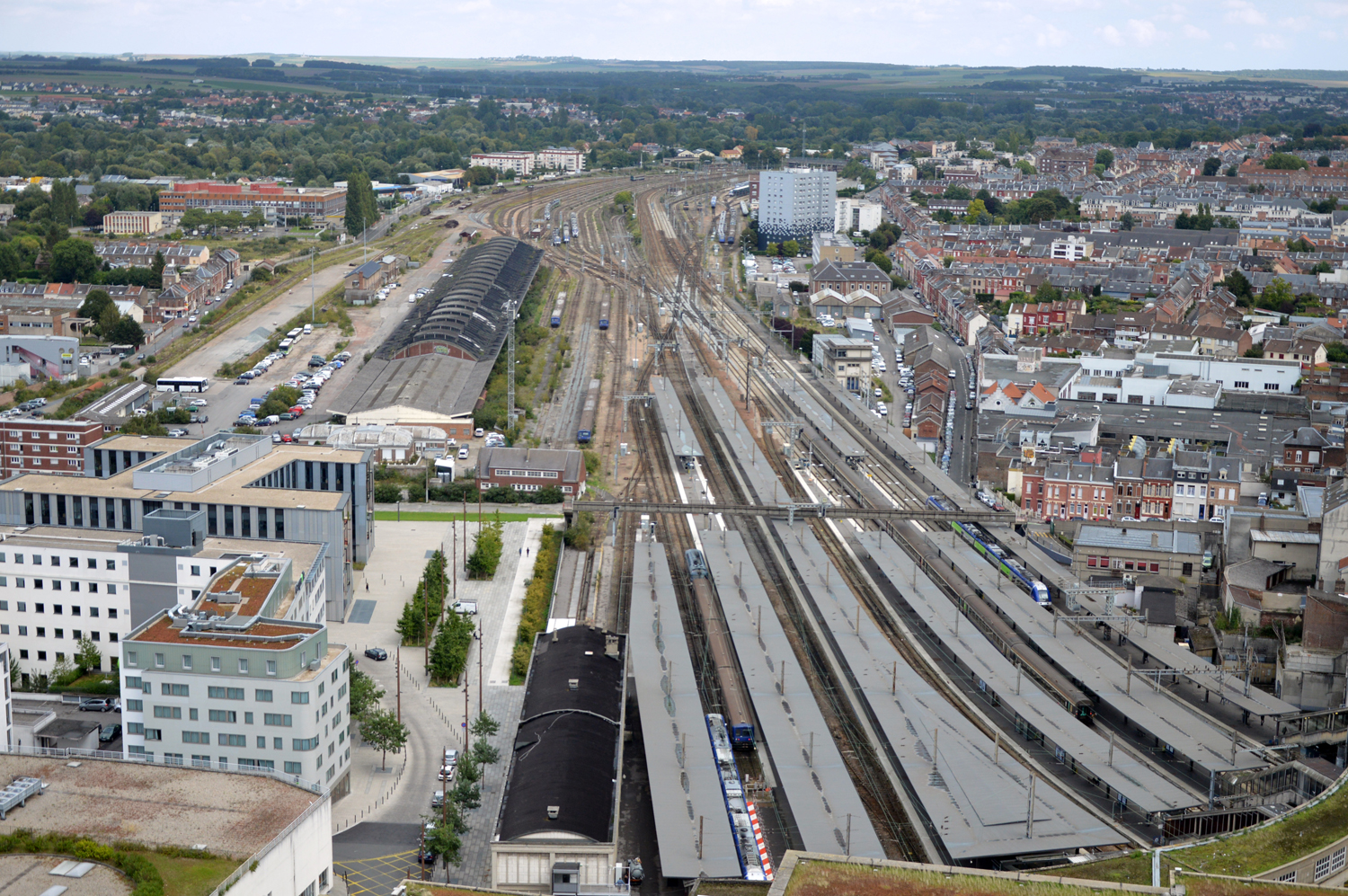
Vue générale des installations de la gare depuis la tour Perret, avant la construction de l'atelier de maintenance.
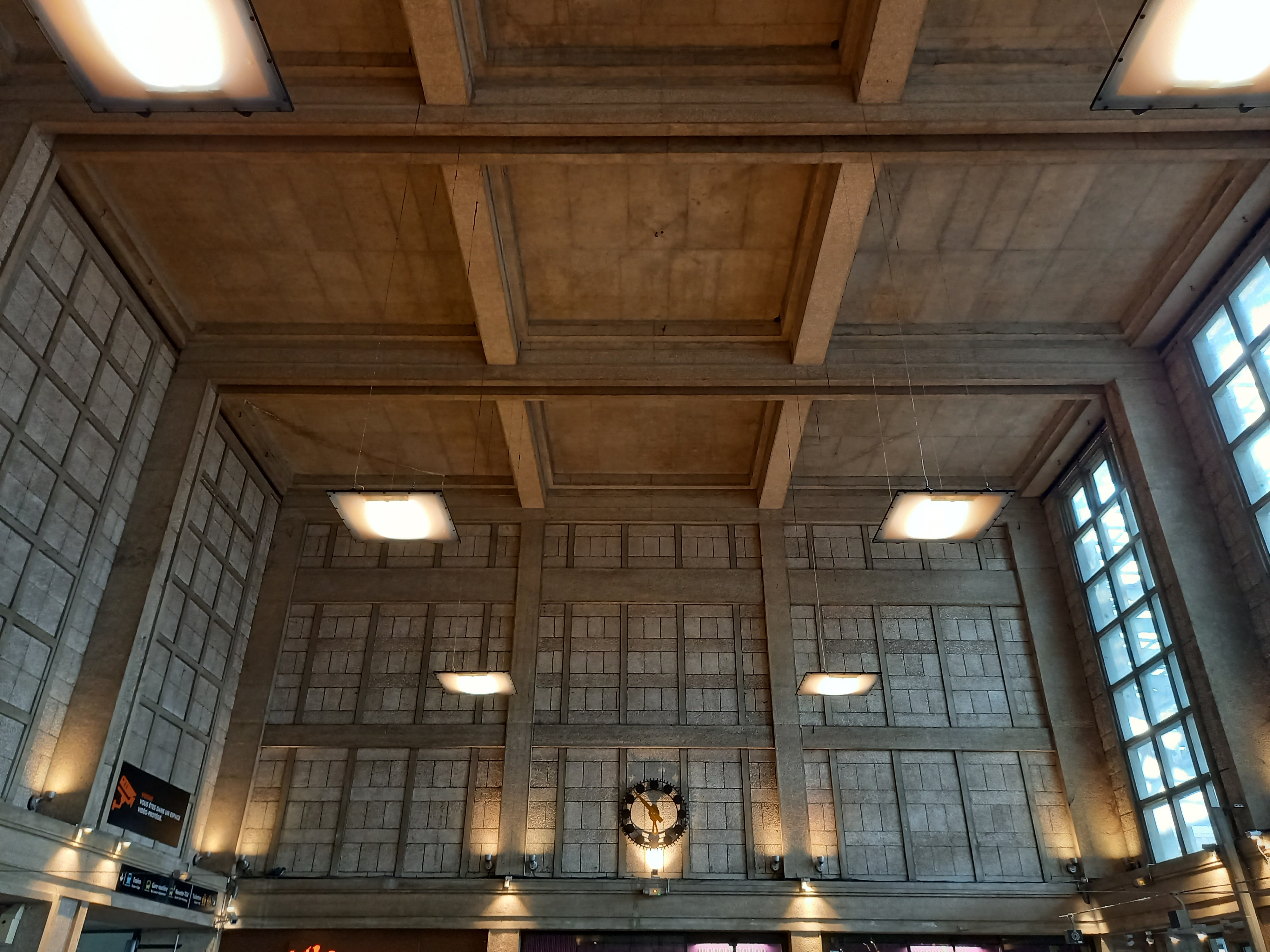
Hall principal.
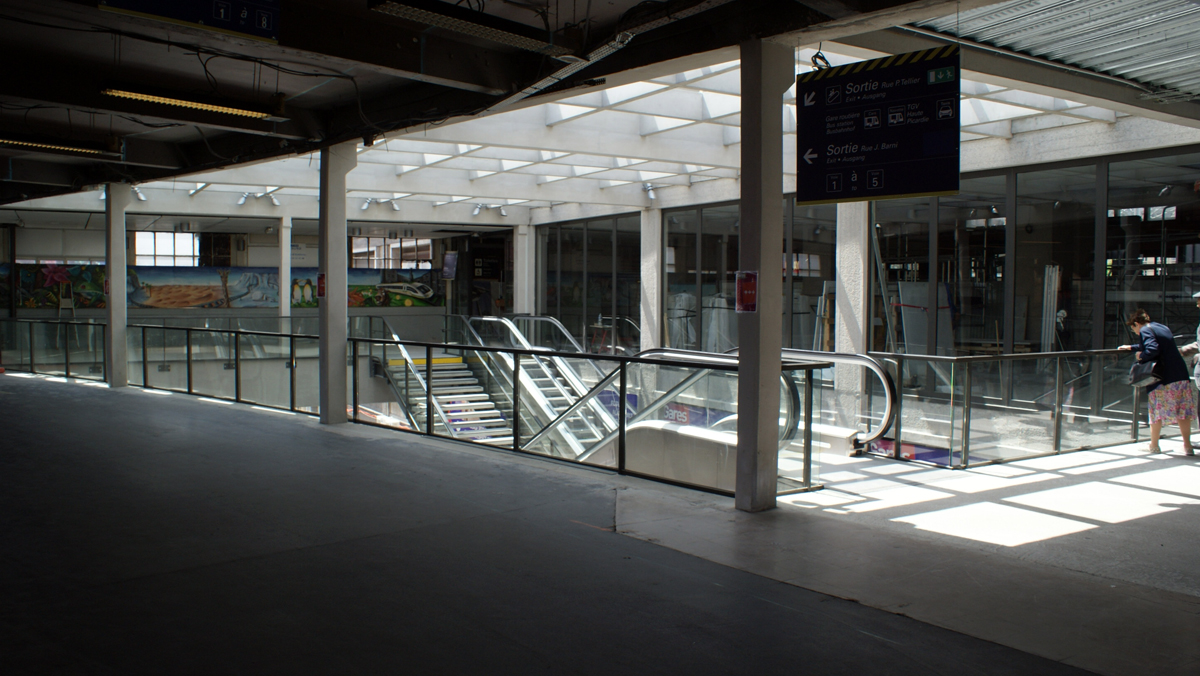
L'un des accès aux quais.
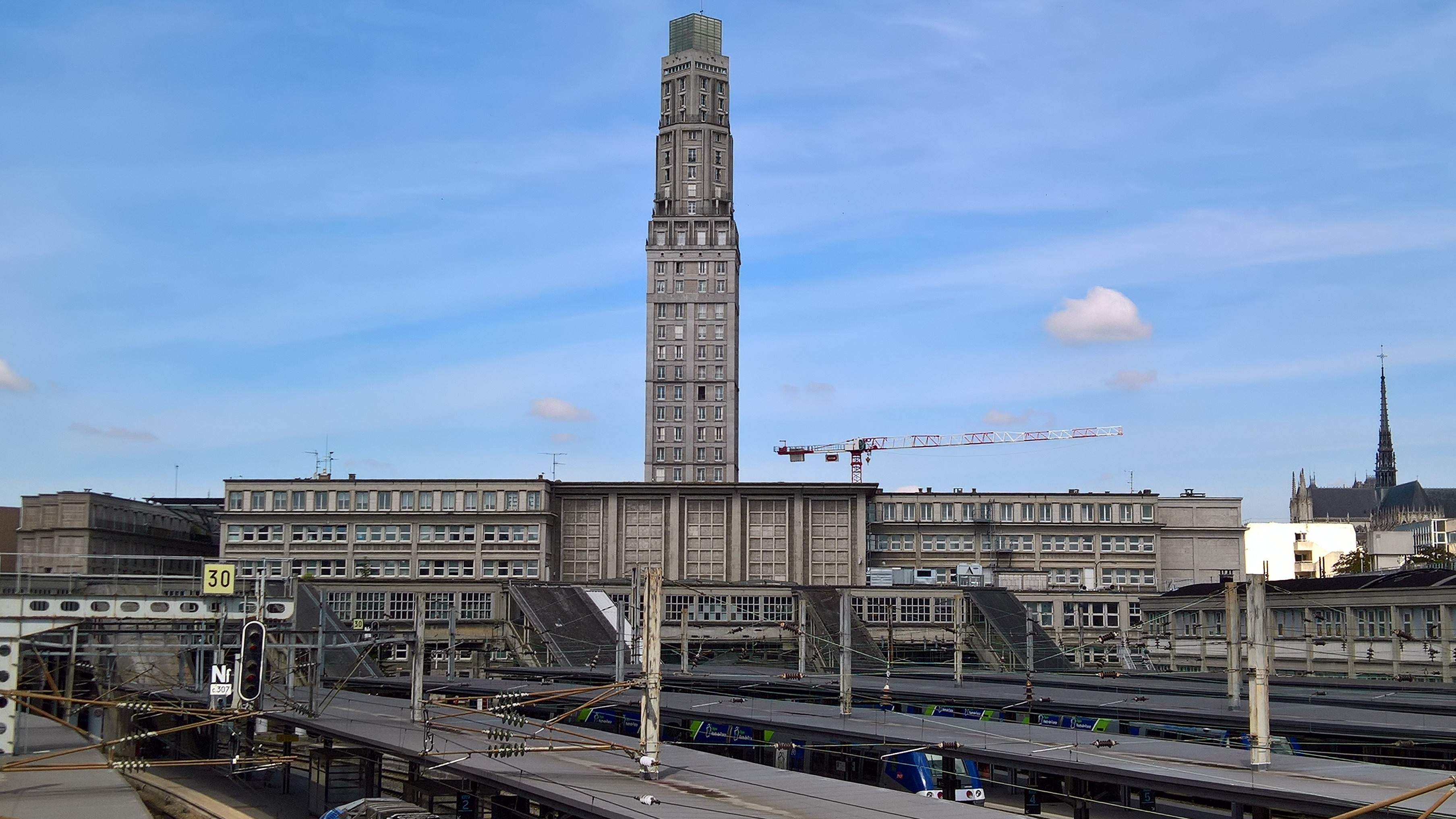
Bâtiment voyageurs, tour Perret et cathédrale Notre-Dame, vus depuis la passerelle de la rue Riolan.

## Autres gares
Sur son territoire communal, Amiens accueille trois autres gares ferroviaires :
- Longpré-les-Amiens, fermée depuis 1941 ; son bâtiment voyageurs a été reconverti en habitation ;
- Montières, uniquement ouverte au service du fret (et fermée aux voyageurs depuis 1941) ;
- Saint-Roch (Somme), desservie par des trains TER.